# Джийни Муун
Джийни Муун (на английски: Jeannie Moon) е американска писателка на произведения в жанра любовен роман и романтичен трилър.

## Биография и творчество
Джийни Муун е родена в Хънтингтън, Лонг Айлънд, щат Ню Йорк, САЩ. Като ученичка е запалена читателка на романтична литература и сама пише истории, които представя на съучениците си. Учи в университета на Лонг Айлънд и в Университета „Сейнт Джон“ в Ню Йорк. Докато е в колежа работи като репортер за радиостанцията на кампуса.
След дипломирането си в продължение на 10 години е учител по английски език и литература, а после в продължение на 23 години е и училищен библиотекар. В продължение на 12 години се опитва да пише романи преди бъде публикувана.
Първият ѝ роман „The Temporary Wife“ (Временната съпруга) от поредицата „Вечна любовна история“ е издаден през 2013 г.
Председател е на местната организация на писателите на любовни романи от Лонг Айлънд. През 2018 г. получава награда от Асоциацията на писателите на любовни романи за най-добър съвременен любовен роман.
Джийни Муун живее със семейството си в Лонг Айлънд.

## Произведения

### Самостоятелни романи
- Until You (2015)

### Серия „Вечна любовна история“ (Forever Love Story)
1. The Temporary Wife (2013)
2. Unexpectedly Yours (2013)
3. The Wedding Secret (2014)
4. The Second Chance Hero (2014)
5. The Boyfriend List (2015)
6. Because I Love You (2015)

### Серия „Холи Пойнт“ (Holly Point)
1. This Christmas (2014)
Тази Коледа, фен-превод
2. Finding Christmas (2015)

- Christmas Wishes (2015) – издаден и като „Holly Point“

### Серия „Компас Коув“ (Compass Cove)
1. Then Came You (2017)
2. You Send Me (2018)
3. All of Me (2019)

### Участие в общи серии с други писатели

#### Серия „Коледа в Ню Йорк“ (Christmas in New York)
- Christmas in New York (2014) – с Джолис Барнет, Пати Блънт и Дженифър Грасен

#### Серия „Кралска ваканция“ (Royal Holiday)
4. His Forbidden Princess (2015)

#### Серия „Търгове за ергени“ (Bachelor Auction Returns)
4. Weekend with Her Bachelor (2016)

#### Серия „Мъже от Мариета“ (Men of Marietta)
3. Daring the Pilot (2017)